# Mikluševci
Mikluševci (rusinski:Миклошевци, ukrajinski: Мiклушевці), je naselje u sastavu općine Tompojevci. Većinski je rusinsko selo. 
Selo se nalazi u Hrvatskoj, u Vukovarsko-srijemskoj županiji.

## Povijest
Prvi puta selo se spominje 1758. godine kao Mikluševci. Naselje je imalo 30 kuća i naseljeno je sa starim vlasima iz područja plane u Srbiji.
Vjeruje se da je selo ili naselje postojalo mnogo prije pod nazivom Đakra za vrijeme turske vladavine na području Srijema. No materijalni dokazi odlaze dalje u povijest te govore o gusto naseljenom području manjih naselja Dražinovci, Kaiševac.
Materijalni dokazi su topola (bijela topola) stara oko 370 godina, a nalazi se na sjeverozapadnom rubu naselja na križanju triju puteva koji dalje vode starim putem (prije izgradnje cesta) prema Vukovaru te prema naselju Grabovo, istoimenom jezeru i sadašnjem naselju Čakovci. Drvo je promjera 3,07 metara te se pretpostavlja da je zasađeno u tursko doba prije samog imena naselja Mikluševci. Danas je stablo simbol naselja. 
Prije turskog osvajanja ne postoje materijalni dokazi s ovog područja osim jedne karte koja se nalazi u gradskom muzeju u Vukovaru i govori o naselju Dunbastra na jugoistočnom djelu Mikluševaca, te današnjoj šumi Jelaš.
Sredinom 19. stoljeća naseljavaju se Rusini. Rusini se doseljavaju s područja Miškolca, u današnjoj Mađarskoj i nose pomađarena prezimena (Čordaš, Kovać, Kolbas, Vereš, Oros i dr.), te s područja jugozapadnih Karpata (Mudri, Ljikar, Hirjovati, Papuga, i dr.).
Naseljavanje traje oko 30 godina, te dio Rusina koji dolazi ostaje u Vojvodini u Ruskom Krsturu, a dio dolazi u Mikluševce. Naseljuje se oko 150 rusinskih obitelji ili 600 članova, s obzirom na to da su tada obitelji bile brojnije.
Rusini šire i razvijaju naselje, grade grkokatoličku crkvu, školu te postaju većinski narod u selu koje prije Prvog svjetskog rata broje 956 članova od čega je 92% Rusina.
Nešto malo je ostalo pravoslavaca oko 15 kuća s malom crkvicom.

### Domovinski rat
Mikluševci su teško stradali u Domovinskom ratu. Pobunjeni Srbi, potpomognuti JNA zauzimaju selo 8. listopada 1991. godine, a većina stanovništva napušta selo. Tijekom Domovinskog rata svoje živote u obrani domovine položilo je 9 mještana naselja. Dana 2. studenog 1997. godine skupina Mikluševčana prvi puta nakon šest godina okupacije autobusom posjećuje svoje razrušeno selo te mjesno groblje. Dana 5. veljače 2009. godine Vijeće za ratne zločine Županijskog suda u Vukovaru osudilo je dvanaestoricu osoba (Jugoslav Mišljenović 6 godina, 
Milan Stanković 6 godina, Dušan Stanković 6 godina, Petar Lenđer 15 godina, Zdravko Simić 4 godine, Joakim Bučko 4 godine, Mirko Ždinjak 6 godina, Dragan Ćirić 6 godina, Zdenko Magoč 4 godine i 6 mjeseci, Jovan Cico 15 godina, Đuro Krošnjar 6 godina, Janko Ljikar 4 godine i 6 mjeseci.) za kazneno djelo ratnog zločina protiv civilnog stanovništva

## Stanovništvo
Popisom iz 2011. godine, utvrđeno je da u Mikluševcima živi 378 stanovnika.
Prema popisu iz 2001. ovdje je živjelo 486 stanovnika.
1991. godine, selo je imalo 673 stanovnika, od čega je bilo 493 Rusina (73,25%), 76 Srba (11,29%), 49 Hrvata (7,28%), 20 Jugoslavena (2,97%), 7 Ukrajinaca (1,04%), 7 Mađara (1,04%) i 20 ostalih i neizjašnjenih.
| broj stanovnika | 608   | 697   | 712   | 814   | 819   | 800   | 876   | 1010  | 966   | 989   | 859   | 769   | 758   | 673   | 486   | 378   | 265   |
|                 | 1857. | 1869. | 1880. | 1890. | 1900. | 1910. | 1921. | 1931. | 1948. | 1953. | 1961. | 1971. | 1981. | 1991. | 2001. | 2011. | 2021. |

## Kultura
- Mikluševačko ljeto, kulturna manifestacija Rusina i Ukrajinaca
- Kulturno umjetničko društvo Mikluševci (razni plesovi i ženska pjevačka skupina)
- Mlađa skupina dječjih plesova i pjevanja, te starija skupina plesova i pjevanja

## Obrazovanje
U selu postoji četverogodišnja osnovna škola, nakon koje učenici obrazovanje nastavljaju u osmogodišnjoj školi u Čakovcima

## Šport
- Sportsko društvo Rusin Mikluševci
- Športsko ribolovna udruga Linjak Mikluševci

## Vanjske poveznice
- Savez Rusina i Ukrajinaca RH[neaktivna poveznica] Миклошевци у Отечественей войни 1991. (PDF), 17,3 MB (Mikluševci u Domovinskom ratu)